# 速水雄一
速水 雄一（はやみ ゆういち、1946年（昭和21年）9月10日 - ）は、日本の政治家。元島根県雲南市長（4期）、元加茂町長（4期）。

## 来歴
島根県雲南市出身。島根県立松江南高等学校卒業。1969年（昭和44年）3月、慶應義塾大学商学部卒業。同年4月、山陰合同銀行に入行。1990年（平成2年）12月、同銀行を退職。
1991年（平成3年）4月、加茂町長に就任。以後、町長を4期務める。
2002年（平成14年）4月、6町村合併協議会会長に就任。
2004年（平成16年）11月1日、加茂町は木次町・大東町・飯石郡三刀屋町・掛合町・吉田村と合併して廃止。雲南市が誕生する。これに伴って行われた雲南市長選挙に自由民主党と公明党の推薦を得て立候補し無投票で初当選した。市長就任日は11月28日。
2008年（平成20年）、無投票により再選。
2012年（平成24年）、雲南市長選挙に当選し、3選。
2015年（平成27年）2月17日、小規模多機能自治推進ネットワーク会議の代表に就任。
2016年（平成28年）、無投票により4選。
2020年（令和2年）、任期満了により退任。
2021年11月3日、秋の叙勲において旭日中綬章を受章。